# Мюленбах (Баден-Вюртемберг)
Мюленбах (нім. Mühlenbach) — громада в Німеччині, знаходиться в землі Баден-Вюртемберг. Підпорядковується адміністративному округу Фрайбург. Входить до складу району Ортенау.
Площа — 31,22 км2. Населення становить 1701 ос. (станом на 31 грудня 2020).